# Gaetano Gaspari
Gaetano Gaspari (Bologna, 15 marzo 1807 – Bologna, 31 marzo 1881) è stato un bibliotecario, compositore e storico musicale italiano.

## Biografia
Nato in una famiglia di modesta condizione sociale, studiò armonia e contrappunto al Liceo musicale di Bologna con Benedetto Donelli. Intraprese successivamente anche studi letterari e filosofici. Fu maestro di cappella della collegiata di Pieve di Cento e in seguito della cattedrale di Imola.
Nominato direttore della Biblioteca del Liceo musicale nella città natale, che arricchì personalmente con la donazione della propria collezione privata, divenne stimatissimo come erudito e storico della musica, mantenendo l'incarico dal 1855 sino al 1881.
Nonostante abbia sempre condotto parallelamente attività compositiva, coltivando soprattutto la musica sacra, acquisì grande fama per le eccezionali conoscenze sulla storia della musica e la sua perizia bibliografica. Scrisse infatti diverse opere di carattere storiografico musicale, tra cui: Memorie riguardanti la storia dell'arte musicale in Bologna (1867); Ragguagli sulla capella musicale della basilica di San Petronio in Bologna (1869); Continuazione delle Memorie biografiche e bibliografiche sui musicisti bolognesi del sec.XVI, raccolte ed esposte dal prof. Gaetano Gaspari (1877); Dei musicisti bolognesi al XVII secolo e delle loro opere a stampa. Ragguagli biografici e bibliografici del Prof. Cav. Gaetano Gaspari (1880).
Lo Zibaldone musicale di memorie, da lui compilato, costituisce ancora oggi la base del Catalogo della Biblioteca del Liceo musicale di Bologna.
È sepolto nel Chiostro Maggiore del cimitero monumentale della Certosa di Bologna.